# Louis Court
Louis Court est un peintre français né à Guillestre en 1670, mort à Avignon le 3 novembre 1733.
Il a été membre de l'Accademia di San Luca de Rome.

## Tableaux recensés dans l'Inventaire général du patrimoine culturel[1]
Église paroissiale Saint-Laurent à Arvieux :
- Le martyre de saint Laurent (inscrit au titre objet le 1989/02/16) [2]

Église Notre-Dame et Saint Nicolas (Briançon) :
- Le martyre de saint Sébastien (classé au titre objet le 1906/12/12) [3]
- Saint Nicolas et les officiers de l'empereur (classé au titre objet le 1906/12/12) [4]
- La Pentecôte (classé au titre objet le 1906/12/12) [5]

Église paroissiale ; Notre-Dame de Beaulieu à Cucuron :
- Enseignement de sainte Marthe et de sainte Marguerite sur les bords du Rhône (classé au titre objet le 1908/12/05) [6]

Cathédrale Notre-Dame-et-Saint-Arnoux de Gap (Gap) :
- La Vierge intercédant auprès de son fils pour les âmes du Purgatoire (inscrit au titre objet le 1989/10/05) [7]
- Assomption de la Vierge (inscrit au titre objet le 1989/10/05) [8]
- La mort de saint Joseph (inscrit au titre objet le 1988/11/02) [9]

Église paroissiale Notre-Dame-de-l'Assomption dite Notre-Dame-d' Aquilon, à Guillestre :
- Un pape (Clément XI ?) faisant communier une jeune femme

Collégiale et église paroissiale Saint-Martin, à Lorgues :
- Tableau d'autel de l'ensemble du Rosaire : La Vierge à l'Enfant remettant le rosaire à sainte Catherine de Sienne et saint Dominique (classé au titre objet le 1998/06/10) [10]

## Peintures de Louis Court

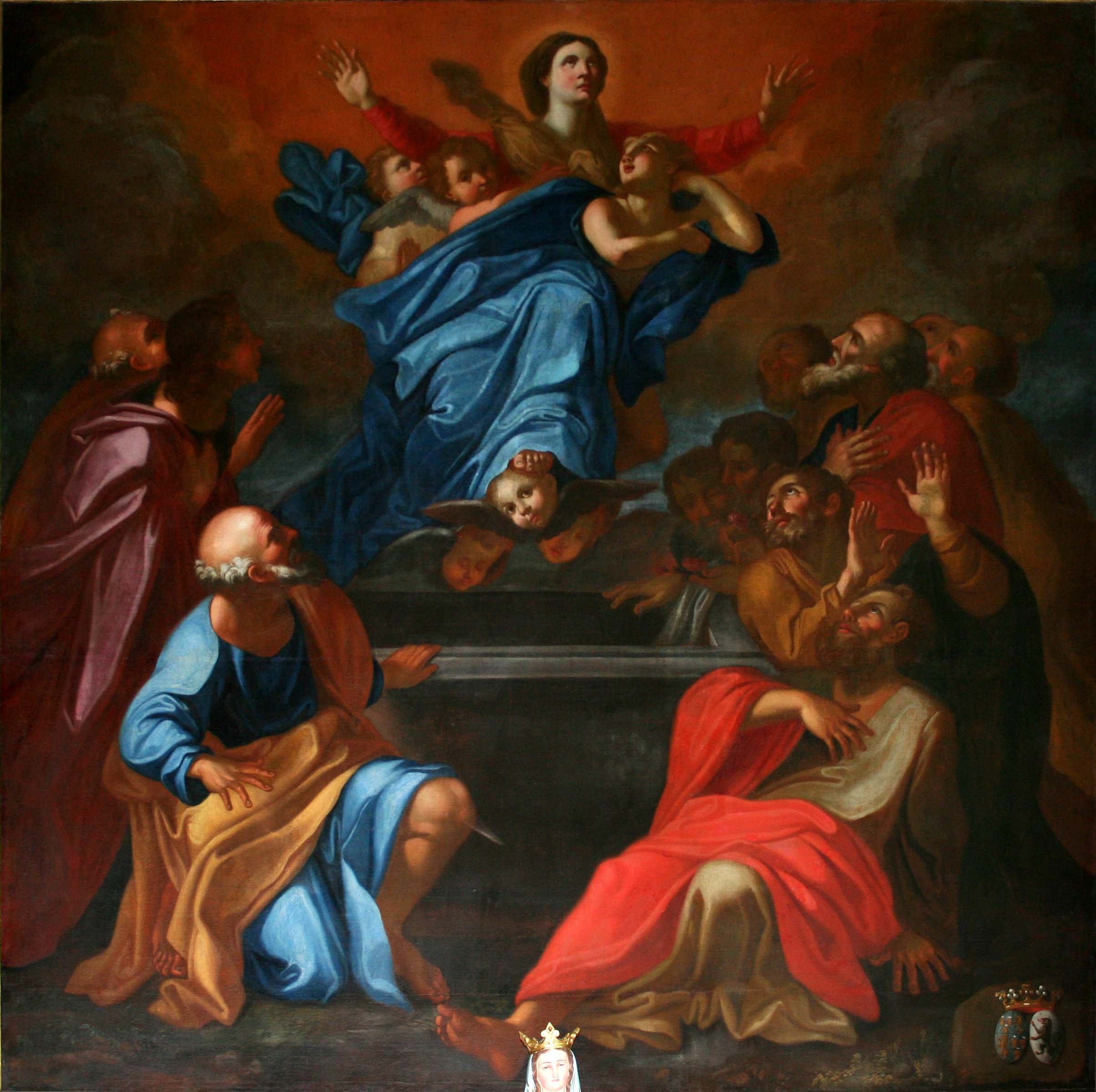
Assomption de la Vierge Cathédrale Notre-Dame-et-Saint-Arnoux de Gap
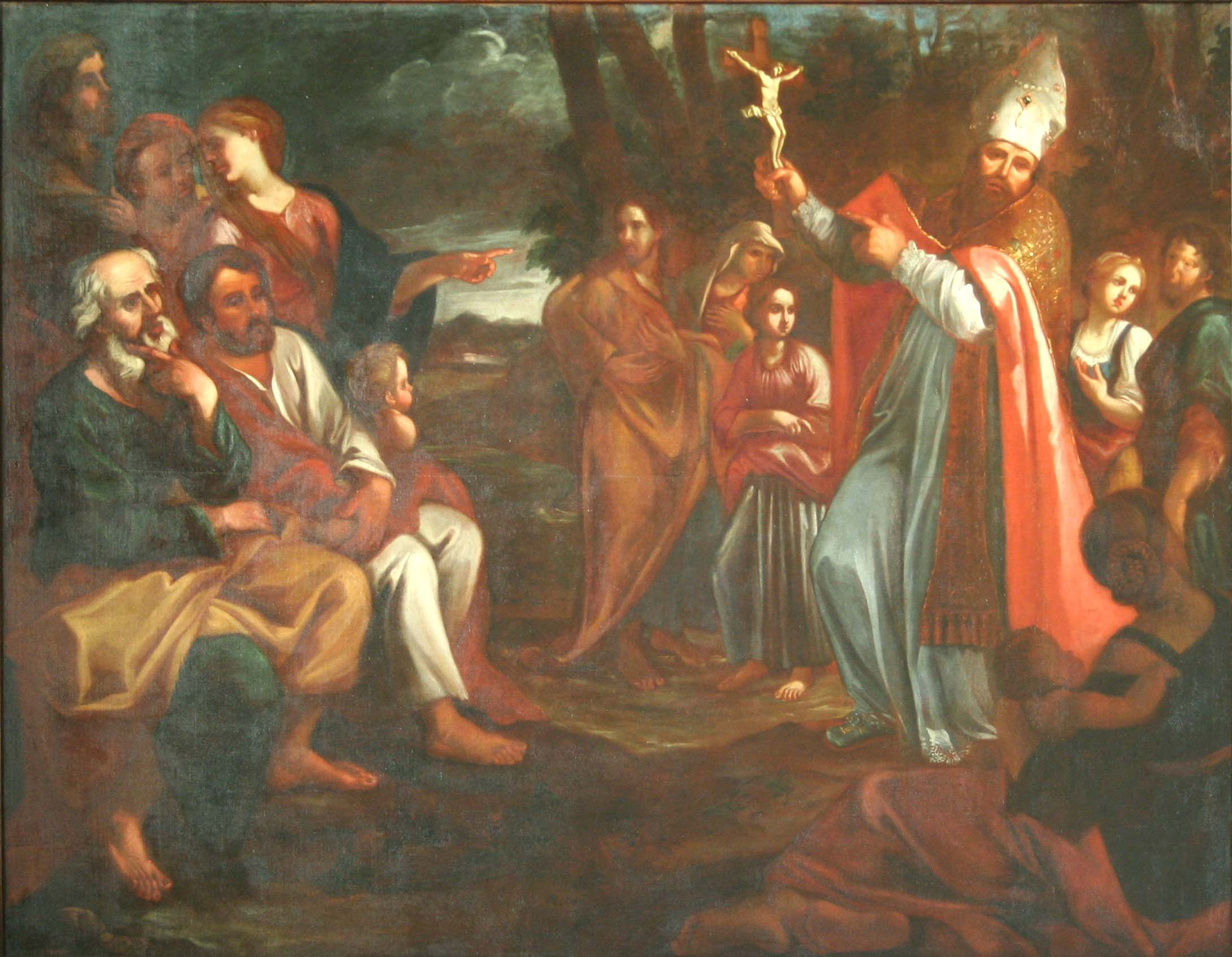
Saint Arnoux en train de prêcher (1716), Cathédrale Notre-Dame-et-Saint-Arnoux de Gap
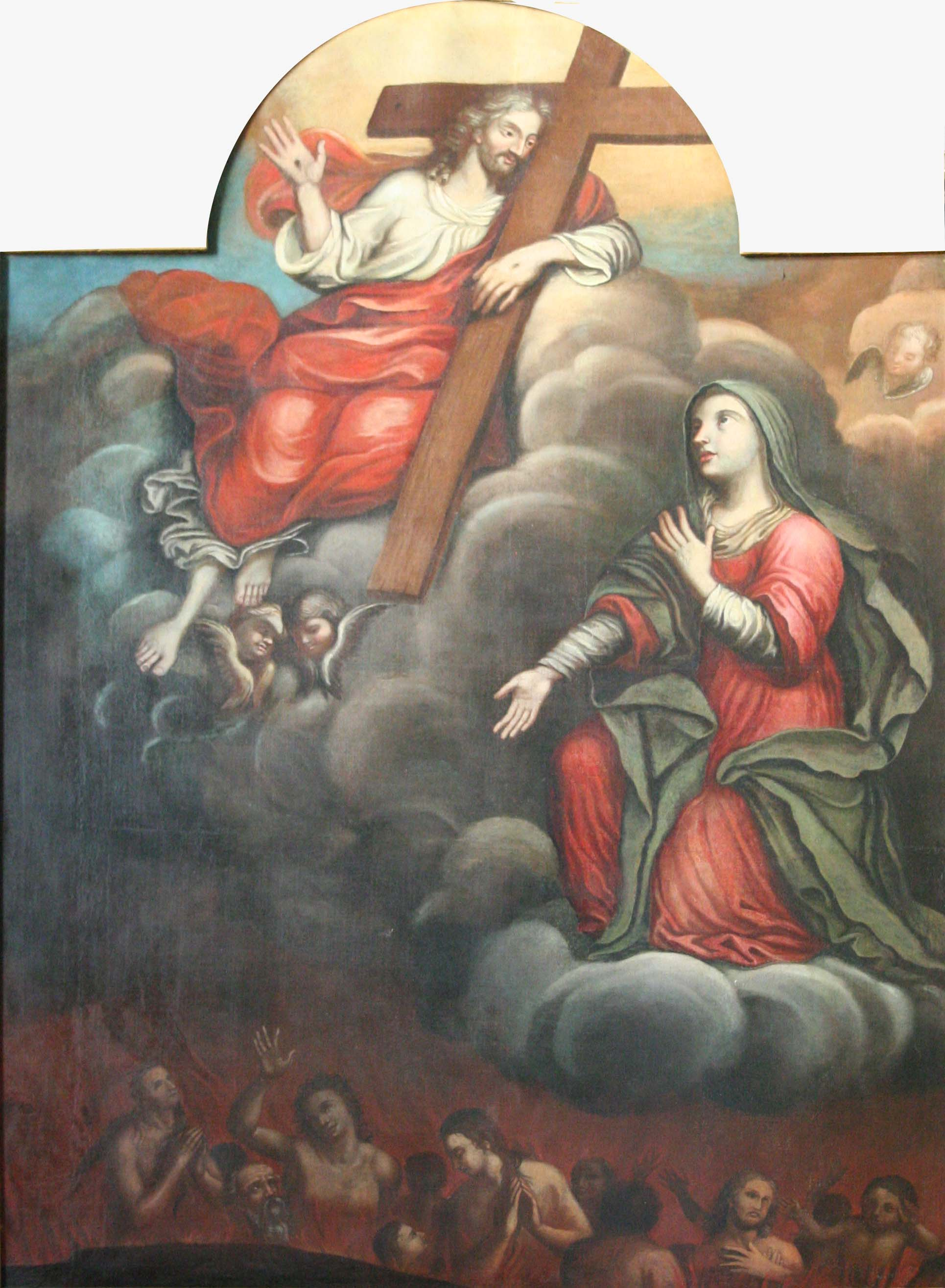
La Vierge intercédant auprès de son fils pour les âmes du purgatoire, Cathédrale Notre-Dame-et-Saint-Arnoux de Gap
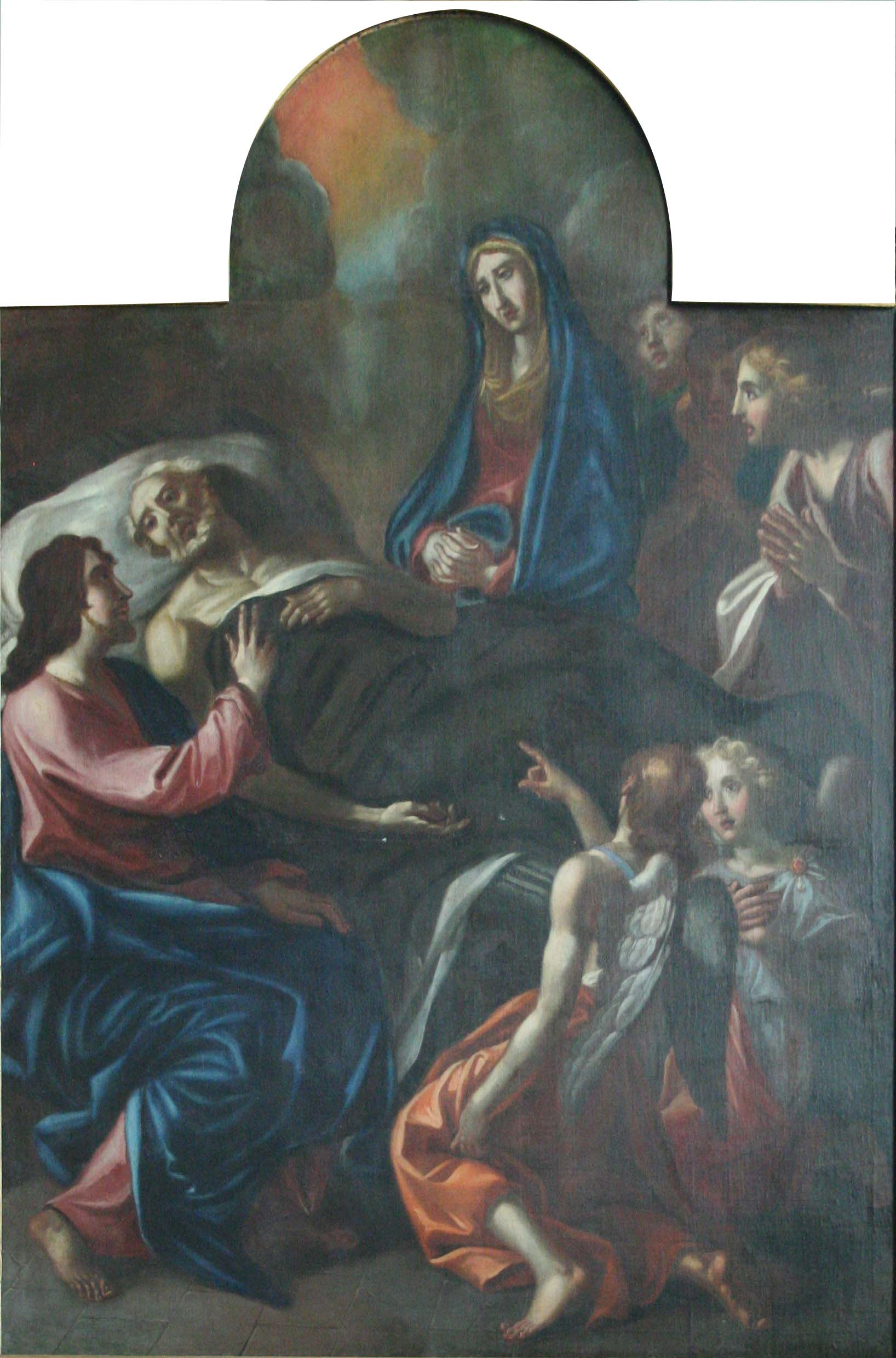
Mort de saint Joseph, Cathédrale Notre-Dame-et-Saint-Arnoux de Gap

## Sources
1. ↑  Ministère de la Culture
2. ↑  Notice no IM05000792, sur la plateforme ouverte du patrimoine, base Palissy, ministère français de la Culture
3. ↑  Notice no PM05000016, sur la plateforme ouverte du patrimoine, base Palissy, ministère français de la Culture
4. ↑  Notice no PM05000015, sur la plateforme ouverte du patrimoine, base Palissy, ministère français de la Culture
5. ↑  Notice no PM05000014, sur la plateforme ouverte du patrimoine, base Palissy, ministère français de la Culture
6. ↑  Notice no IM84000009, sur la plateforme ouverte du patrimoine, base Palissy, ministère français de la Culture
7. ↑  Notice no PM05000365, sur la plateforme ouverte du patrimoine, base Palissy, ministère français de la Culture
8. ↑  Notice no PM05000364, sur la plateforme ouverte du patrimoine, base Palissy, ministère français de la Culture
9. ↑  Notice no PM05000175, sur la plateforme ouverte du patrimoine, base Palissy, ministère français de la Culture
10. ↑  Notice no PM83001205, sur la plateforme ouverte du patrimoine, base Palissy, ministère français de la Culture
11. ↑  Bibliotheque Nationale Francaise